# Dillon's Rolling Western
Dillon's Rolling Western (ザ・ローリング・ウエスタン?, The Rolling Western) è videogioco del 2012 sviluppato da Vanpool e pubblicato da Nintendo per Nintendo 3DS. Il gioco ha ricevuto un seguito dal titolo Dillon's Rolling Western: The Last Ranger.
Il protagonista del gioco fa un cameo nel videogioco Super Smash Bros. for Nintendo 3DS e Wii U.